# Geílson
Geílson de Carvalho Soares est un footballeur brésilien né le 10 avril 1984.